# چلبک (نان)
چلبک یا نان سیستانی یکی از نان‌های سنتی سیستان می‌باشد و می‌توان آنرا برای صبحانه یا عصرانه استفاده کرد.
چلبک قدری طعم بی نظیر و خوش‌مزه ای دارد که زبان زد خاص و عام است.

## مواد تشکیل دهنده
مواد تشکیل دهنده این نان خوشمزه شامل نمک، شکر، روغن و آرد، آب ولرم، ماست، نمک و خمیر مایه می‌باشد.

## طرز تهیه
آب و خمیر مایع را مخلوط کرده و ده دقیقه زمان می‌دهیم سپس نمک را افزوده اب را کم‌کم اضافه می‌کنیم تا خمیر به دست آید خمیر را در ظرف گذاشته و در جای گرم قرار می‌دهیم و صبر می‌کنیم تا خمیر عمل آید چانه‌های کوچکی از خمیر برداشته و در کف دست باز می‌کنیم قرص‌های کوچک نان را در روغن سرخ کرده و پس از بیرون آوردن از ماهیتابه روی آن شکر می‌ریزیم و میل می‌کنیم.